# Gomoa West District
Der Gomoa District ist ein Distrikt der Central Region von Ghana. Er liegt am Golf von Guinea, östlich von Cape Coast. Hauptstadt des Distriktes ist Apam (von den Einheimischen Apaa genannt). Zum Gomoa Distrikt gehören zwei paramountcies, also Gebiete traditioneller Herrscher, die auch im modernen Staat Ghana gewisse kulturelle und rechtliche Funktionen ausüben. Diese paramountcies sind Gomoa Akyempim und Gomoa Ajumako, mit Sitz in Gomoa Assin bzw. Ajumako.

## Bevölkerung
Die Bewohner des Distrikts gehören überwiegend der Fante sprechenden Gruppe der Gomoa an. An der Küste gibt es vereinzelte Enklaven von Angehörigen des Volkes der Ewe, deren Hauptsiedlungsgebiet im östlichen Teil Ghanas und in Togo ist. Diese Ewe sind zumeist Fischer.

## Geschichte
Das Gebiet des heutigen Gomoa District war vor der Kolonialzeit aufgeteilt in die Staaten Gomoa Akyempim und Gomoa Ajumako, die heute noch als paramountcies lebendig sind. Die Bewohner kamen früh mit europäischen Händlern in Kontakt. Die Niederländer errichteten im 17. Jahrhundert in Apam eine Festung, Fort Leydsamheit bzw. Fort Patience (Fort Geduld), wie es später die Briten nannten.
1869–1872 war das Gebiet Teil der Fanti-Konföderation, die versuchte, in dem europäisch beeinflussten Fantegebiet ein von den Briten anerkanntes Staatsgebilde europäischer Prägung zu errichten. Mit dem Scheitern diese Versuches wurde das Gebiet Teil der britischen Kronkolonie Goldküste.

## Klima und Umwelt
Im Gomoa District gibt es zwei Regenzeiten: Die „große“ vom April bis Juli und die „kleine“ von September bis November. Daneben gibt es die „große“ Trockenzeit vom Dezember bis März und die „kleine“ Trockenzeit im August.
Es gibt zwei Vegetationszonen, die Savannenlandschaft der Küste und die Laubwaldregion im Binnenland.

## Bedeutende Ortschaften
| Ort | Ort             | Bevölkerungszahl (2000) |
| --- | --------------- | ----------------------- |
| 1   | Buduburam       | 18 710                  |
| 2   | Apam            | 16494                   |
| 3   | Mumford         | 8530                    |
| 4   | Nyanyano        | 7 139                   |
| 5   | Gomoa Dugo      | 4751                    |
| 6   | Gomoa Aboso     | 3651                    |
| 7   | Gomoa Fetteh    | 3582                    |
| 8   | Gomoa Ekwamkrom | 3464                    |
| 9   | Gomoa Afransi   | 3435                    |
| 10  | Gomoa Eshiem    | 3218                    |
| 11  | Dawurampong     | 1884                    |